# 80 f.Kr.
| 80 f.Kr.           |
| ------------------ |
| Dødsfald - Fødsler |

## Født
- Vercingetorix, gallisk høvding og hærfører (død 46 f.Kr.)